# Stygobromus jemezensis
Stygobromus jemezensis är en kräftdjursart som beskrevs av Wang och John R. Holsinger 200. Stygobromus jemezensis ingår i släktet Stygobromus och familjen Crangonyctidae. Inga underarter finns listade i Catalogue of Life.